# Gambische Schwimmmeisterschaften
Die Gambischen Schwimmmeisterschaften, die von der Gambia Swimming Association (GSA) organisiert werden, fanden erstmals 2018 im QCity in Bijilo (Gambia) statt.
| Jahr | Veranstaltungszeit      | Anmerkung              |
| ---- | ----------------------- | ---------------------- |
| 2018 | 1. Dezember 2018        |                        |
| 2019 | 28. – 29. Dezember 2019 | keine Resultate belegt |